# 지젤 (알제리)

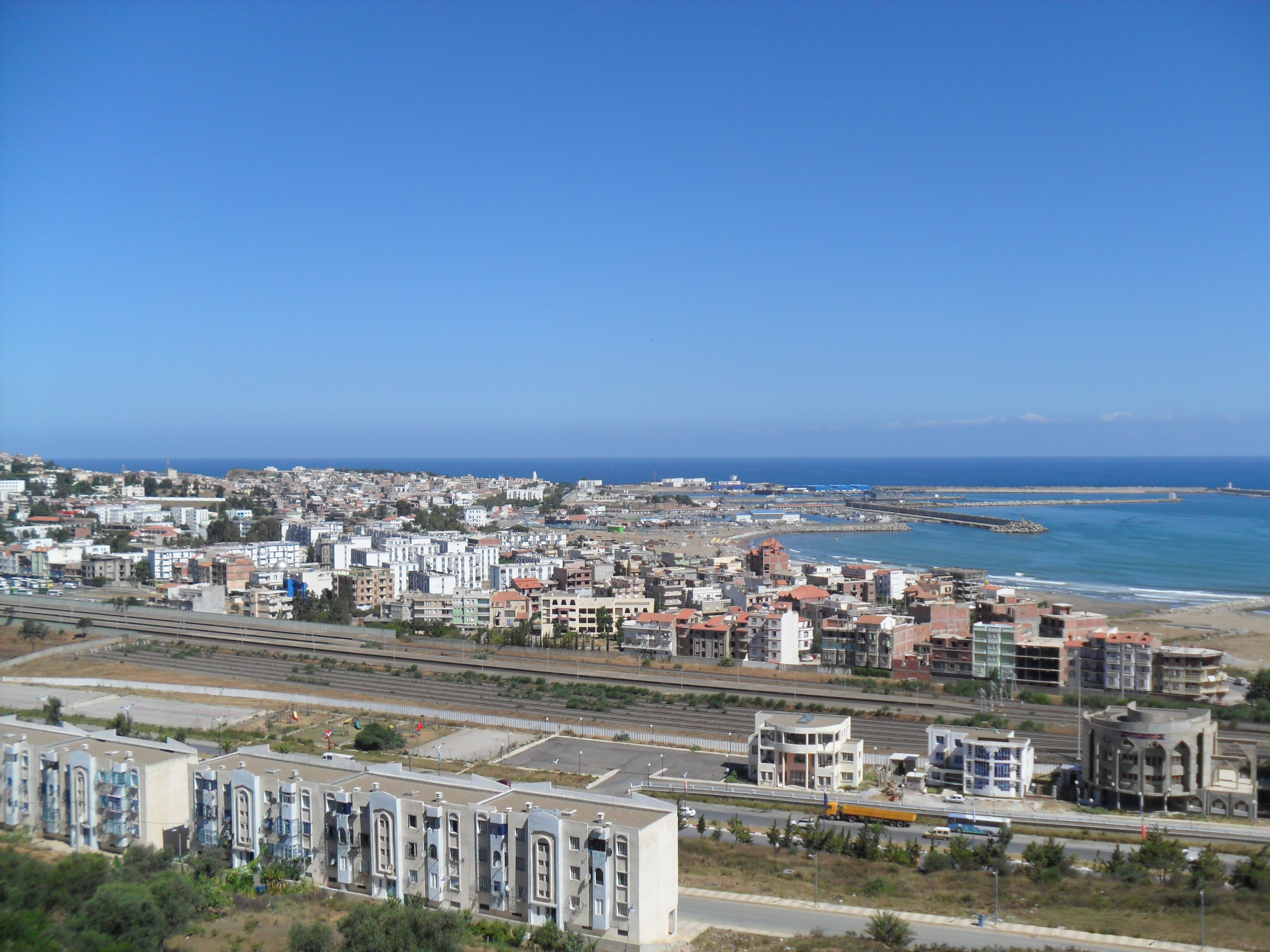
지젤 시가지

지젤(아랍어: جيجل, 프랑스어: Jijel)은 알제리 북동부에 위치한 도시로 지젤 주의 주도이며 면적은 62.38km2, 높이는 10m, 인구는 131,513명(2008년 기준), 인구 밀도는 2,100명/km2이다. 지중해와 접한다.